# Bipleura
Bipleura là một chi bọ cánh cứng trong họ Chrysomelidae.
Chi này được Laboissiere miêu tả khoa học năm 1932.

## Các loài
Các loài trong chi này gồm:
- Bipleura laboissiere Bechyne, 1957
- Bipleura singularis Laboissiere, 1932